# علي أباد سفلي (هشترود)
علي أباد سفلي هي قرية في مقاطعة هشترود، إيران. عدد سكان هذه القرية هو 546 في سنة 2006.